# إريكا هيناتز
إريكا هيناتز (بالإنجليزية: Erika Heynatz)‏ (ولدت في 25 مارس 1975 في بورت مورسبي، بابوا غينيا الجديدة) عارضة أزياء وممثلة، مغنية وشخصية تلفزيونية أسترالية، اشتهرت بظهورها في المسلسل التلفزيوني ذهابا وايابا في يونيو 2015، في دور عالمة الأحياء شارلوت كينغ.

## روابط خارجية
- إريكا هيناتز على موقع IMDb (الإنجليزية)
- إريكا هيناتز على موقع قاعدة بيانات الفيلم (الإنجليزية)
- Erika Heynatz at تي في دوت كوم
- "Behold, the natural Erika Heynatz". The Daily Telegraph. 17 أكتوبر 2009. مؤرشف من الأصل في 2012-09-05.
- Erika Heynatz talks about her personal style